# Melanopleurus fuscosus
Melanopleurus fuscosus är en insektsart som beskrevs av Harry Brailovsky 1977. Melanopleurus fuscosus ingår i släktet Melanopleurus och familjen fröskinnbaggar. Inga underarter finns listade i Catalogue of Life.